# Territorio nacional (Colombia)
Los territorios nacionales fueron un conjunto de regiones de Colombia que estaban ubicados muy lejos de Bogotá y cuya población era escasa. Esta entidad administrativa existió entre 1843 y 1991, cuando la constitución política de ese año eliminó los territorios nacionales y estableció la actual división política del país.
La característica que prevalecía en estas zonas de Colombia era su atraso económico y social con respecto a las demás del país, por lo que siempre se las vio como regiones marginales sin capacidad de autogobierno que debían depender del gobierno central para su administración. Dicha situación se presentaba desde la colonización española, en la cual estas zonas del virreinato se veían como focos de insurgencia y como una frontera a explotar.

## Cronología

### República de la Nueva Granada

Territorios de Colombia entre 1843 y 1898.

Tras la reforma constitucional de 1843 se planteó la idea de crear un tipo de entidad subnacional en aquellos lugares de la República que se encontraran muy alejados o aislados de centros poblaciones y con una población escasa, cuyo régimen especial les permitiera un cumplimiento fidedigno de las leyes consagradas en la constitución. De hecho uno de los objetivos de la Comisión Corográfica era construir un mapa de la nación que incluyera estas regiones, si bien en la práctica la comisión nunca exploró zonas deshabitadas como la cuenca del Amazonas, o la costa Caribe.
El primero de ellos fue Bocas del Toro (en la actual Panamá), que comprendía dicha provincia aparte de la Costa de Mosquitos y otras zonas cercanas; el régimen creado para este territorio luego fue extendido para los demás territorios nacionales: el presidente de la república elegía directamente a un prefecto para su administración, quien tenía atribuciones políticas, fiscales, militares y judiciales especiales. Estas entidades se crearon en el periodo que va de 1843 a 1848, si bien la mayoría se suprimieron en 1850. Estos fueron:
- Bocas del Toro (1843-1850): con capital en Bocas del Toro, se ubicaba cercano a la frontera con Costa Rica.
- Caquetá (1845-1858): con capital en Mocoa, abarcaba toda la región amazónica de la actual Colombia.
- Darién (1846-1850): con capital en Chimán, se ubicaba alrededor del golfo de Urabá y la serranía del Darién.
- Guanacas (1847-1849): con capital en Inzá, comprendía los territorios de la cultura de Tierradentro.
- La Guajira (1846-1858): con capital en Riohacha, se ubicaba en la península homónima.
- Raposo (1848-1849): con capital en Raposo, se ubicaba en el golfo de Buenaventura en la costa del Pacífico.
- San Martín (1846-1856): con capital en San Martín, se encontraba en los llanos orientales.
- San Andrés y Providencia (1847-1850): con capital en San Andrés, pasó a formar parte de la Nueva Granada a través de la Real Cédula del 20 de noviembre de 1803.

### Estados Unidos de Colombia
Luego del cambio de nombre y de régimen político del país en 1858, varios de los territorios neogranadinos fueron recreados pero con un tipo de administración distinto, pues si bien su circunscripción se encontraba dentro del ámbito territorial de los Estados Soberanos, estos no tenían control sobre estas regiones y su gestión era encomendada al gobierno federal. Estos fueron:
- Bolívar (1870-1886): con capital en Landázuri, estaba bajo jurisdicción del Estado de Santander.
- Caquetá (1858-1886): con capital en Mocoa, estaba bajo jurisdicción del Estado del Cauca.
- Casanare (1868-1886): con capital en Támara (y luego Tame y Nunchía), estaba bajo jurisdicción del Estado de Boyacá.
- La Guajira (1858-1898): con capital en Riohacha (y luego Soldado), estaba bajo jurisdicción del Estado del Magdalena.
- San Andrés y Providencia (1866-1886): con capital en San Andrés, estaba bajo jurisdicción del Estado de Bolívar.
- San Martín (1866-1886): con capital en San Martín (y luego Villavicencio), estaba bajo jurisdicción del Estado de Cundinamarca.
- Sierra Nevada y Motilones (1871-1886): con capital en Espíritu Santo, estaba bajo jurisdicción del Estado del Magdalena.
- Vásquez (1883-1963): con capital en Puerto Reyes, estaba bajo jurisdicción del Estado de Cundinamarca.

### República de Colombia

Territorios de Colombia entre 1905 y 1991, año en el cual su categoría fue elevada a la de departamentos.

Con la constitución de 1886 el país volvió al régimen centralista y los territorios nacionales desparecieron, siendo reintegrados a los departamentos. Esta condición duró hasta 1905, cuando el presidente Rafael Reyes implementó una nueva división política del país y reinstauró los territorios, pero con el nombre de intendencias y comisarías. Estos llegaron a comprender entre el 40% y 50% del suelo colombiano y eran casi el 78% de las fronteras nacionales con otros países.
Los primeros en ser creados fueron las intendencias del Caquetá y el Putumayo, cuya vida fue de corta duración pues en 1906 ambas fueron suprimidas y reintegradas a los departamentos de los cuales surgieron. En 1909 una nueva reforma restauró no solo estas intendencias, sino también las de San Martín, Casanare, La Guajira y el Chocó. Al año siguiente se crearon las comisarías del Vaupés, Arauca, Putumayo y Vichada. Desde este momento hasta 1954 los territorios nacionales transitaron de ida y vuelta entre el amparo departamental y nacional, siendo creadas y disueltas sin solidez aparente. Finalmente en ese año se dictan los parámetros para crear, suprimir o elevar a la categoría de departamentos las intendencias y comisarías. En 1975, se crea el Departamento Administrativo de Intendencias y Comisarías para las disposiciones del gobierno central sobre estas. En 1991 la nueva constitución elevó a departamentos los territorios nacionales existentes en el país y derogó dicha categoría.
Las intendencias fueron:
- Amazonas (1931-1943): con capital en Leticia.
- Arauca (1955-1991): con capital en Arauca.
- Caquetá (1905-1906, 1909-1912, 1950-1981): con capital en Florencia.
- Casanare (1973-1991): con capital en Yopal.
- Chocó (1906-1908, 1909-1947): con capital en Quibdó.
- La Guajira (1898-1911, 1954-1965): con capital en Riohacha.
- Meta (1905-1959): con capital en Villavicencio.
- Oriente (1900-1905): con capital en San José de Maipures.
- Putumayo (1905-1906, 1968-1991): con capital en Mocoa.
- San Andrés y Providencia (1912-1991): con capital en San Andrés.

Las comisarías fueron:
- Amazonas (1928-1931, 1943-1991): con capital en Leticia.
- Arauca (1911-1955): con capital en Arauca.
- Caquetá (1912-1950): con capital en Florencia.
- Guainía (1963-1991): con capital en Puerto Obando.
- Guaviare (1977-1991): con capital en San José del Guaviare.
- Juradó (1911-1915): con capital en Juradó.
- La Guajira (1911-1954): con capital en Riohacha.
- Putumayo (1912-1953, 1957-1968): con capital en Mocoa.
- Urabá (1911-1915): con capital en Acandí.
- Vaupés (1910-1991): con capital en Mitú.
- Vichada (1913-1991): con capital en Puerto Carreño.

Las intendencias se dividían en municipios y corregimientos intendenciales, mientras las comisarías en corregimientos comisariales; no obstante, la ley autorizaba la posibilidad de haber municipios en las comisarías, cuando se refinan las condiciones legales y el gobierno lo considere conveniente por razones especiales.